# 李佐 (天順進士)
李佐（1430年—？），字廷相，彭城衛人，明朝政治人物。進士出身。

## 生平
順天府鄉試第一百六十二名。天順元年（1457年）丁丑科會試第一百五十二名，殿試登進士第二甲第四十二名。

## 家族
曾祖李文。祖父李玉。父亲李庸。